# Саква
Са́ква — предмет снаряжения, использовавшийся в кавалерии (в том числе в России — в казачьих частях) и артиллерии: небольшой мешок цилиндрической формы, приторачиваемый к седлу.
Как правило, имелось две саквы: для сухарей и овса, но иногда они использовались и для крупы и соли. Саква помещалась в кожаные кобуры, расположенные на передних концах полок сёдел, и закреплялась там вьючными ремнями. Изготавливались саквы, как правило, из равендука (льняной парусины). В армии Российской империи единые саквы были введены в 1802 году.
Внешний вид саквы для сухарей и овса различался: первая представляла собой мешочек из полотна, который обычно укладывали в правую перемётную суму, а вторая (называемая также фуражная саква) — узкий мешочек с отверстием в средней части, зашитый по концам: через эти концы в мешочек сначала засыпали овёс, после чего концы закрывали двумя кожаными кольцами, а мешок иногда перевязывали тесёмками, оставляя среднюю часть пустой. Ёмкость одной фуражной саквы составляла 10-12 фунтов.